# 참갈비

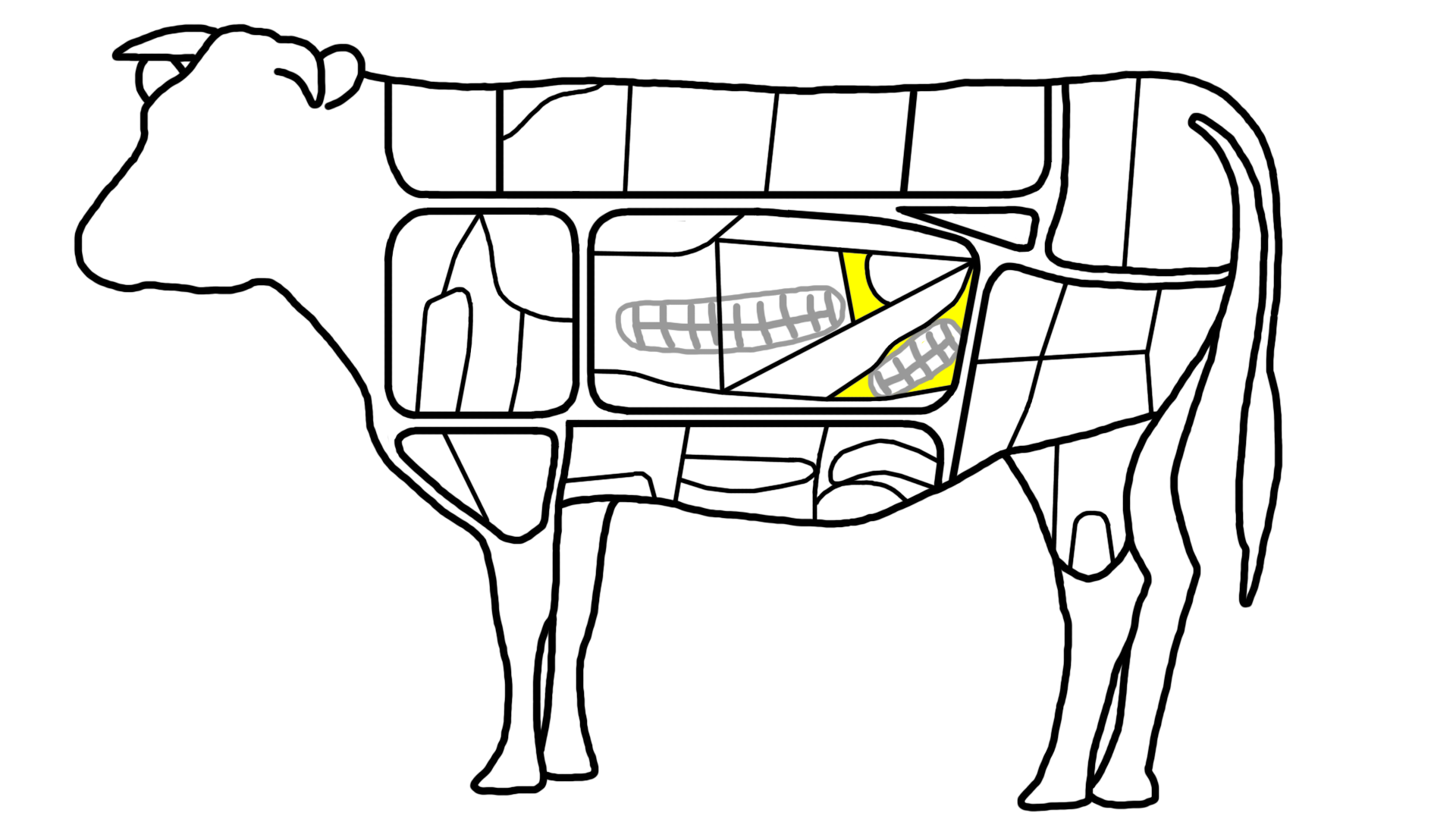
참갈비

참갈비는 쇠고기 갈비의 하위 정형 부위이다. 제9갈비뼈에서 제13갈비뼈까지의 부위를 정형한 것으로, 위치상 꽃등심 아래와 양지 위를 연결하는 부위이다. 살코기가 적고 뼈가 많은 부위로, 주로 갈비탕용으로 사용된다.

## 같이 보기
- 갈비살
- 꽃갈비
- 마구리
- 본갈비
- 안창살
- 제비추리
- 참갈비
- 토시살